# Marie Leonhardt
Pour les articles homonymes, voir Leonhardt.
Marie Leonhardt (née Amsler le 6 novembre 1928 à Lausanne et morte le 23 juillet 2022) est une violoniste suisse, membre fondatrice du Leonhardt-Consort (en) et épouse du claveciniste Gustav Leonhardt.

## Biographie
Marie Amsler grandit dans une famille où la musique jouait un rôle capital et où des musiciens éminents comme August Wenzinger ou Paul Sacher se retrouvent régulièrement pour donner des concerts privés. Marie commence ses études de violon auprès de Michel Schwalbé au conservatoire de Genève, puis elle étudie durant une année à la Schola Cantorum Basiliensis auprès du violoniste Walter Kägi. À Bâle, elle fait la rencontre de Gustav Leonhardt. De retour à Genève, elle gagne le Prix de Virtuosité du conservatoire, avec une sonate pour violon de César Franck. Elle poursuit les études privées avec Max Rostal à Londres. Ensuite, elle étudie à Vienne, où elle fait connaissance de Nikolaus Harnoncourt et son épouse Alice Harnoncourt. En 1954, elle se marie avec Gustav Leonhardt et le couple continue à vivre à Vienne, ville encore fort endommagée par la guerre à cette époque. Les premiers enregistrements discographiques sont faits en 1954 avec des œuvres de Henry Purcell, avec la participation du contreténor anglais Alfred Deller. Durant leur retour vers les Pays-Bas, le couple trouve dans un petit atelier de lutherie, un violon de Jakobus Stainer datant de 1676, un des rares instruments du luthier tyrolien qui n'a pas subi de modernisations. À partir de 1955, elle est premier violon dans le Leonhardt-Consort, ensemble avec lequel le couple a fait de nombreux enregistrements pour la série Das alte Werk du label Telefunken, ainsi que premier violon dans l'ensemble Musica Antiqua Amsterdam de Ton Koopman, fondé en 1969.
Marie Leonhardt commence à enseigner ; parmi ses premiers étudiants figurent Lucy van Dael (de) et Alda Stuurop. En 1968, elle commence sa carrière pédagogique au conservatoire de Rotterdam. Ensuite, elle donne des Master-classes à Londres, Copenhague, San Francisco, Brême, Madrid, Tokyo, Paris ou Saint-Pétersbourg. 
En 1980, elle est invitée à diriger la Summer Academy Casa de Mateus (Portugal) et devient directrice artistique du Festival de Vila Real. Au Portugal, elle crée l'Ensemble Baroque de Mateus, avec de jeunes musiciens de l'époque comme Florian Deuter (de), Andrew Manze ou Richard Egarr. Elle connait de grands succès aux festivals de musique ancienne dans de nombreux pays d'Europe. En 1991, l'ensemble joue au Festival de Macao et donne ensuite des concerts dans les villes chinoises de Canton et de Shanghai. 
Depuis la fin des années 1990, elle s'est consacrée à enseigner les techniques de jeu et d’interprétation historiques aux jeunes musiciens russes. En 2000, elle devient présidente d'honneur du festival de musique ancienne à Saint-Pétersbourg.
Marie Leonhardt meurt le 23 juillet 2022.

## Discographie (choix)
- Chaconnes et Passacailles, Ensemble Baroque de Mateus, 1990, 1991, 2003 et 2015 (Label, L’Autre Monde).